# Watchman Nee
Ni Tuocheng, dit Watchman Nee, né le 4 novembre 1903 à Shantou (汕頭 ; pinyin : Shàntóu), dans la province de Guangdong, et décédé le 30 mai 1972 en Chine dans le Anwhei (Anhui), est un évangéliste et écrivain chrétien méthodiste chinois. 

Durant les trente années que dura son ministère, il parcourut une grande partie la Chine pour annoncer l'Évangile, fondant un peu partout des Églises locales, indépendantes des missions étrangères, connues en Occident sous le nom d'églises du « Petit troupeau ». 

Watchman Nee publia également une abondante littérature pour l’évangélisation, l’édification des chrétiens et la formation des pasteurs ; certains livres, tirés de ses conférences, sont toujours édités dans de nombreuses langues et rencontrent le même succès dans les milieux chrétiens évangéliques. 

À l’arrivée des communistes au pouvoir en Chine, les chrétiens furent sévèrement persécutés et Watchmann Nee fut arrêté en 1952. Condamné à vingt années d'emprisonnement en juin 1956, il décéda dans un camp de travail en mai 1972.

## Le contexte
Au début du XXe siècle, lorsque naquit Watchman Nee, la Chine était ouverte au christianisme depuis une cinquantaine d’années mais il n’était accepté que par une minorité de la population, la majorité des chinois voyant en lui une religion venue de l’étranger et qui, de plus, leur avait été imposée par la force des armes dans les conditions humiliantes du traité de Nankin (1842).
Le christianisme n’était cependant pas chose nouvelle en Chine puisqu’il y fut annoncé dès le VIIe siècle par un missionnaire nestorien, nommé Alpen, qui alla jusqu’à la capitale, Sian (Xi'an), où l’empereur l’autorisa à construire une église et un monastère. Ces succès initiaux ne tinrent pas leurs promesses et il ne restait en Chine que de petits groupes de chrétiens, comme put le constater Marco Polo à son arrivée à Pékin, la capitale mongole, en 1275.

La deuxième tentative d’évangéliser la Chine fut effectuée au XIVe siècle par un missionnaire catholique, un franciscain, qui fonda une église à Pékin où il y eut jusqu’à six cents convertis en 1305. La tolérance du début ne dura pas longtemps et, vers la fin de la dynastie mongole, les chrétiens furent persécutés et leurs églises brûlées ; les franciscains tentèrent de revenir au XVIe mais ils furent rapidement expulsés.

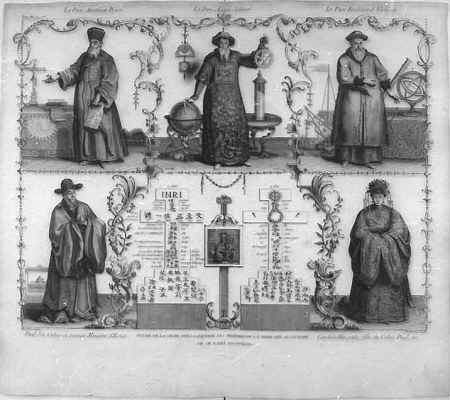
Missionnaires jésuites en Chine.

La troisième tentative fut menée par les jésuites, au XVIe également. Saint François Xavier, un des plus grands missionnaires de tous les temps, ne put pénétrer en Chine et c’est Matteo Ricci qui, après une longue attente, fut autorisé à aller à Pékin. Ayant une bonne connaissance de la langue et des mœurs  chinoises, il s’inséra parfaitement dans la société et adopta une politique de synthèse, essayant de rendre le christianisme acceptable aux chinois ; on compta bientôt trois cents convertis à Pékin et deux mille dans les provinces voisines. Malheureusement, à leur retour au XVIIe, les franciscains s’opposèrent à la politique de conciliation de Ricci, cette querelle des rites étant tranchée par le pape en 1715 qui condamna les jésuites. L’empereur Kang-Hsi, qui était favorable aux jésuites, vit dans la décision papale une offense personnelle. Il ordonna que tous les missionnaires soit chassés du pays et que toutes les églises soient détruites, sauf celle de Pékin.

La controverse entre les deux ordres religieux freina considérablement le développement du christianisme en Chine et l'on estime qu’en 1800 il n’y avait plus que 250 000 catholiques chinois dispersés un peu partout dans le pays ; à Fou-Tcheou, la ville d’origine de la famille Nee, il existait pourtant encore une église qui avait été fondée en 1655.
En 1800, il n’y avait aucun protestant en Chine, le pionnier des missions protestantes en Chine étant Robert Morrison, qui arriva en 1807, mais il passa en fait les vingt-cinq années de son ministère bloqué à Canton ou à Macao, seules villes autorisées aux étrangers. 

L’évangélisation de la Chine ne commença vraiment qu’après le traité de Nankin (1842) qui autorisait le commerce de l’opium indien et l’ouverture au commerce international de quatre ports (en plus de Canton) : Amoy, Fou-Tcheou, Ningbo et Shanghai. 

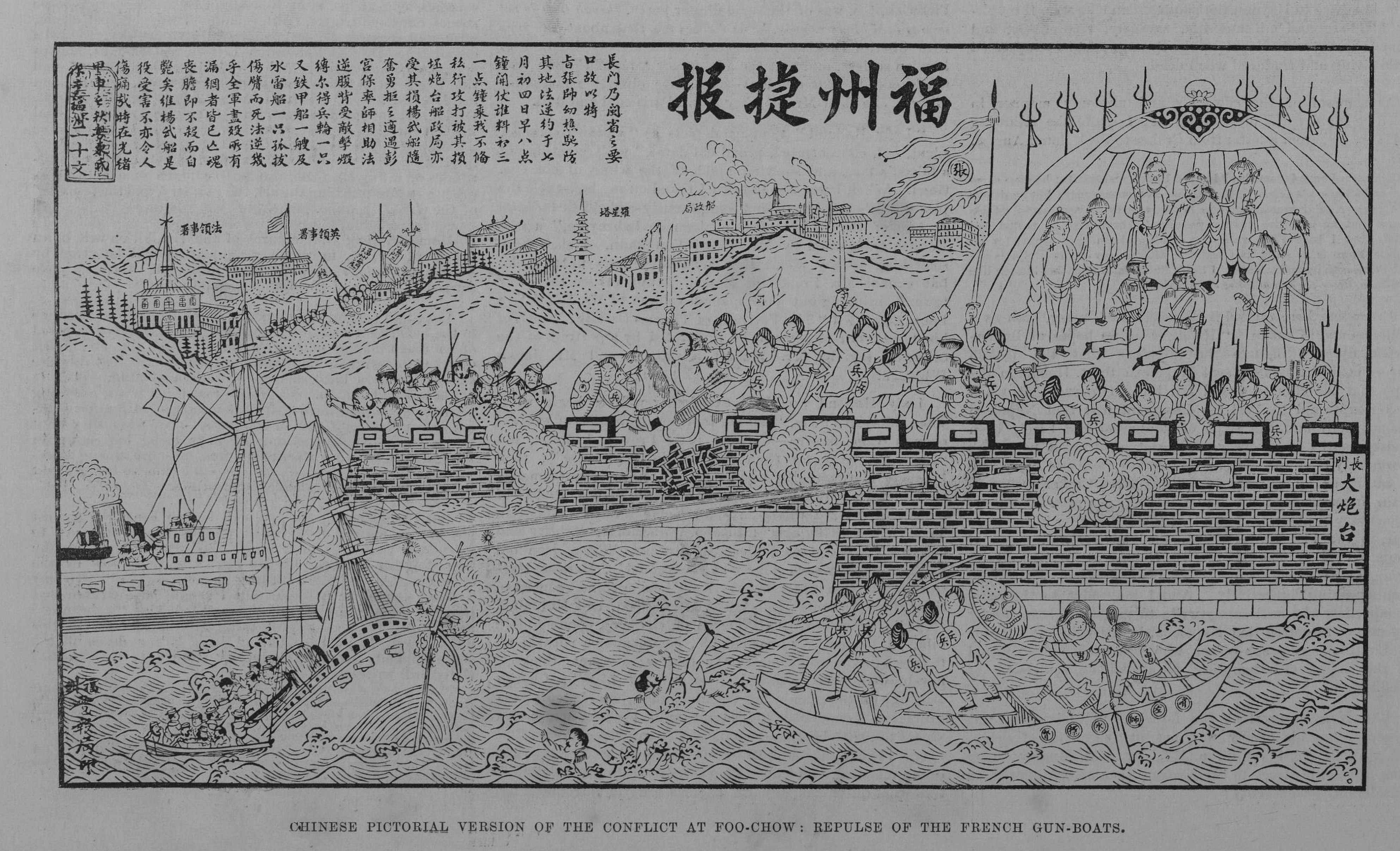
La prise de Fou-Tcheou par les français.

En plus de la London Missionary Society, qui avait déjà soutenu Morrison, d’autres missions, anglaises ou américaines, anglicanes, méthodistes, presbytériennes, congrégationalistes et baptistes profitèrent de cette ouverture pour accourir en force dans ces villes. 

Cette arrivée, à la faveur d’un traité imposé par la force et pour des motifs peu honorables, plaça d’emblée les missions dans une position ambiguë face à  une population humiliée et hostile, donc fort peu réceptive. Malgré leur foi et leur dévouement, les missionnaires n’étaient pas toujours conscients de cette situation et leur travail était donc partiellement stérile. Ainsi, lors de l’arrivée en 1853 d’Hudson Taylor, l’« apôtre de la Chine », le nombre des convertis au protestantisme était extrêmement faible ; dans les ports ouverts on ne comptait que trois cent cinquante chinois protestants pour 330 000 catholiques.

Le problème majeur était que, selon Hudson Taylor lui-même, « la conversion d'un homme entraînait la mise au ban de la société des membres de sa famille non convertis » et les chinois convertis, « les chrétiens du riz », étaient accusés de ne s’être convertis que pour avoir à manger. Selon lui d'ailleurs, « il n’existe peut-être aucun pays au monde où la tolérance religieuse soit poussée aussi loin qu’en Chine ; la seule objection que les princes et le peuple élèvent contre le christianisme, c’est qu’il est, à leurs yeux, une religion de l’étranger ».
Malgré ces difficultés, le nombre des conversions augmentait quand même ce qui entraînait des révoltes contre les convertis et les missionnaires. La plus importante, la révolte des Boxers, débuta en 1897 par l’assassinat de deux missionnaires allemands et ne prit fin que le 14 août 1900 par la conquête de Pékin par les forces alliées. Pendant ces deux années, cent trente cinq missionnaires protestants furent massacrés dans le pays et un nombre indéterminé de catholiques, au moins douze dans le seul Shansi qui furent décapités devant le gouverneur. La révolte des Boxers visait les étrangers, mais les chrétiens chinois, accusés de collaboration et de trahison, furent les principales victimes des violences. Dans la seule région de Pékin, il y eut quinze à vingt mille martyrs catholiques et au moins deux mille protestants chinois furent exécutés.

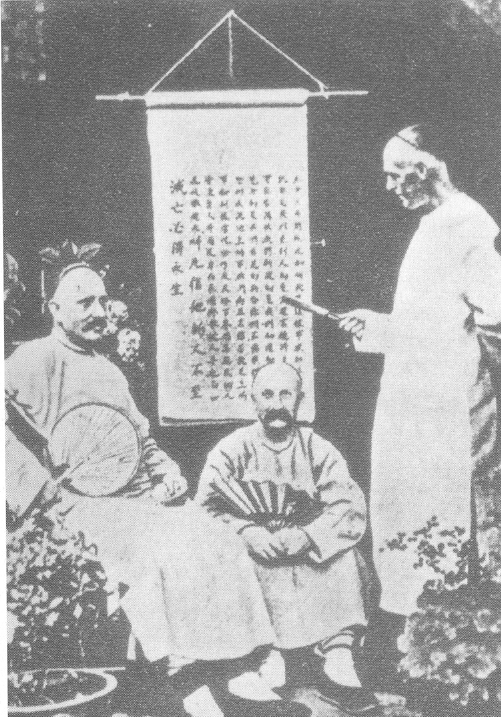
Missionnaires au début du XXe siècle en Chine.

La débâcle des Boxers fut suivie d’une période d’ouverture exceptionnelle de la Chine à l’évangilisation. L’Empire fut renversé et la République instaurée en 1912 avec, comme président provisoire, le médecin chrétien Sun Yat-sen. Vers 1900, on comptait  plus de un million de convertis et, en 1913, le tiers des missionnaires travaillant en Chine étaient des chinois. Ils participèrent à la grande conférence missionnaire de Shanghai où l’on décida d’intensifier la formation de pasteurs chinois et de travailler au rapprochement des églises formées par les différentes sociétés de mission étrangères. En 1914, il y avait 5 462 missionnaires protestants étrangers en Chine, dont plus de mille étaient rattachés à la Mission à l'intérieur de la Chine (CIM), fondée en 1865 par Hudson Taylor, qui avait aussi 2 500 pasteurs et évangélistes chinois.
Le succès du christianisme fut toutefois très relatif, la majorité du peuple chinois adoptant une position de sourde hostilité qui pouvait cependant parfois éclater en émeutes et violences contre les missionnaires et les chrétiens chinois, catholiques ou protestants. Ainsi, en 1926, tous les missionnaires de l’intérieur du pays furent-ils évacués vers les concessions côtières, à la suite d'une brutale flambée de violence anti-chrétienne, en partie provoquée par la propagande contre les étrangers du Parti Communiste Chinois qui était alors en pleine ascension.

## Biographie

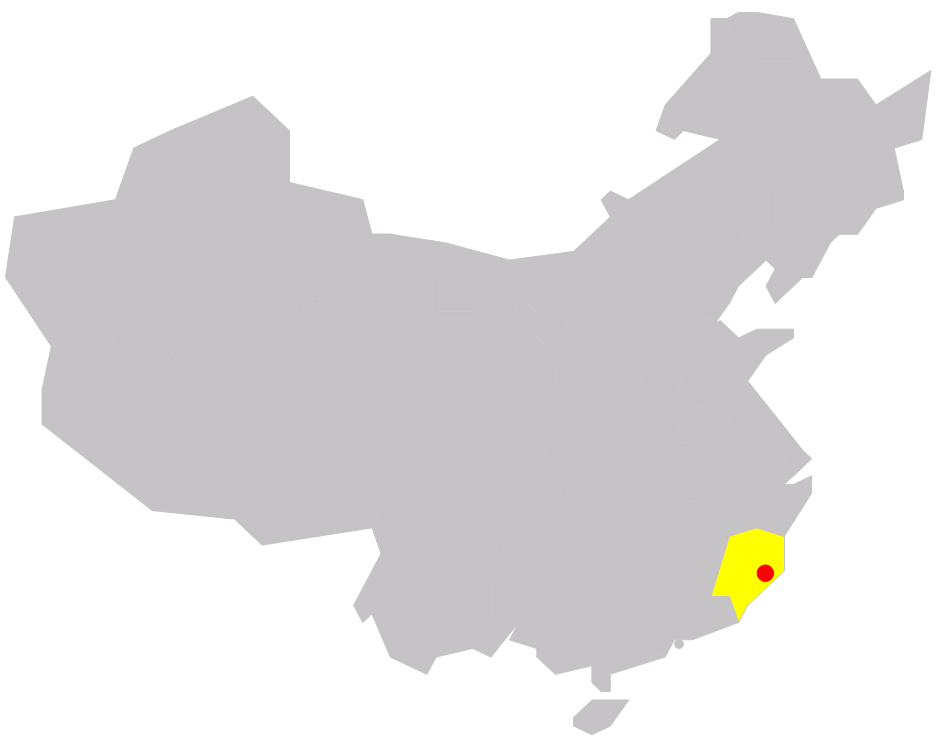
Situation de Fou-Tcheou en Chine

Watchman Nee, de son vrai nom Nee Shu-Tsu, est né dans une famille originaire de la ville de Fou-Tcheou (Fúzhōu), la capitale de la province du Foukien (Fújiàn). 

La ville de Fou-Tcheou, dont le nom signifie « riche cité », est située à l'embouchure du fleuve Minjiang. Elle se compose de la vieille ville, située à 3 kilomètres au Nord du fleuve, d’un quartier portuaire et commercial, en bordure de la rive gauche, et du faubourg de Nantai, sur la rive droite, où furent construites les concessions étrangères après le traité de Nankin et où Paul Claudel fut d’ailleurs consul de France de 1895 à 1909.
Les premiers missionnaires arrivés à Fou-Tcheou furent les Congrégationalistes et les Méthodistes américains, en 1847, suivis des Anglicans britanniques, en 1850. Les Congrégationalistes de l’American Board ouvrirent en 1853 la première école chrétienne dans un faubourg de Fou-Tchéou. Une école de médecine y fut ouverte en 1910 puis, en 1912, une école biblique et une école normale pour la formation des maitres. Ainsi, en 1911, la ville de Fou-Tcheou était devenue un centre important de l'activité missionnaire
.

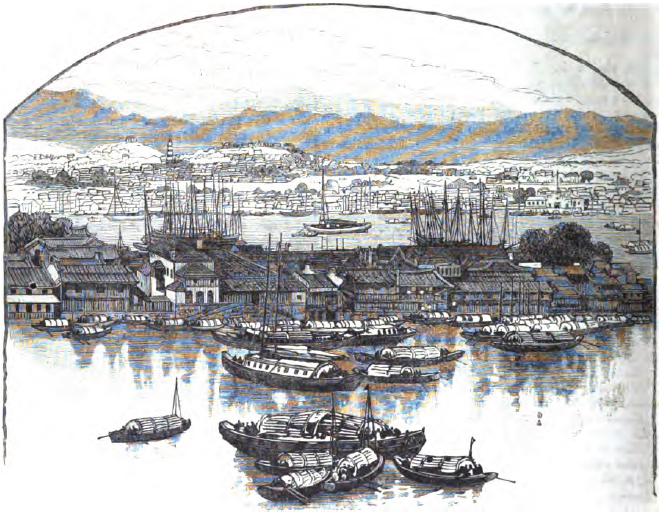
Vue de Fou-Tcheou et de la rivière Min.

La famille Nee (ou « Nga » dans le dialecte du Fou-kien) habitait Nantai. Elle était convertie au méthodisme depuis deux générations.

Le grand-père paternel de Watchman Nee, Nee U-cheng (1840-1890) fréquenta l’école congrégationaliste dès sa création et il fut baptisé dans les eaux de la rivière Min en 1857, l’année même de la fondation de la première église méthodiste à Fou-Tchéou. Avec trois autres jeunes chrétiens de l’école, il se lança ensuite dans l’évangélisation de la région, puis, ayant montré qu’il avait vraiment reçu le don d’annoncer la parole de Dieu, il fut consacré pasteur, devenant ainsi le deuxième chinois a accéder au ministère dans le Foukien. Il épousa une jeune chrétienne chinoise de Canton (Guǎngzhōu), dans la province du Kuangtoung(Guǎngdōng), rompant ainsi avec la tradition séculaire qui voulait que l’on n’épouse pas quelqu’un en dehors de sa province natale.
Son père, Nee Wen-hsiu (1877-1941), un chrétien de deuxième génération, fit ses études au collège méthodiste américain de Fou-Tchéou. Ayant reçu une excellente formation en mandarin et en anglais, il devint officier du Service impérial des douanes chinois. 

Sa mère, Lin Huo-ping (1880-1950), naquit dans une famille de paysans extrêmement pauvres qui envisageait de la remettre à l’orphelinat catholique de la ville. Elle fut finalement vendue à une première famille qui la revendit  rapidement à M. Lin, un riche commerçant de Nantai, un faubourg de Fou-Tchéou, dont la concubine voulait une fille. Devenue la fille d’une famille aisée, elle n’échappa à la tradition des pieds bandés, symbole de richesse et de distinction, que par la conversion subite de ses parents, à la suite de la guérison miraculeuse de son père adoptif après la prière d’un pasteur méthodiste. Elle fréquenta l’école chrétienne de son quartier avant d’aller, en 1891, au collège méthodiste de la ville où sa rencontre, en 1895, avec Hu King-en, la première chinoise à avoir obtenu le diplôme de docteur en médecine aux États-Unis, la convainquit de poursuivre ses études en Amérique. Ses parents l’envoyèrent alors perfectionner son anglais dans un collège méthodiste de Shanghai où elle fut encore plus séduite par le mode de vie occidental, consacrant une partie notable de son budget à enrichir sa garde-robes. C’est dans ce contexte que s’abattit sur elle une véritable catastrophe ; en effet, ses parents répondirent favorablement à la demande de la veuve du pasteur Nee U-cheng de la marier avec Nee Wen-hsiu, et ce sans même lui en avoir parlé auparavant, selon la coutume chinoise. Elle était vraiment désespérée, mais il était bien entendu totalement hors de question de refuser d’obéir. Le mariage eut lieu en 1899 et le jeune couple alla ensuite s’installer à Shantou où le père était en poste au service des douanes.
Le couple avait déjà eu deux filles lorsque Lin Huo-ping fut de nouveau enceinte. La naissance d'une fille étant alors très mal acceptée dans la société chinoise, même par une famille chrétienne, Lin Huo-ping vécut une grossesse difficile, craignant de donner encore le jour à une fille. Elle ne cessait donc d’implorer Dieu de lui donner enfin un garçon, lui promettant de Lui consacrer son enfant pour qu’il devienne Son serviteur. 

La naissance d’un garçon le 4 novembre 1903 combla donc ses désirs et réjouit toute la famille. On lui donna le prénom chinois de Shu-tsu, qui signifie « celui qui proclame les mérites de ses ancêtres », et il fut baptisé avec le prénom chrétien  de Henry à la mission épiscopale méthodiste américaine de Fou-Tchéou.

### Enfance et adolescence
La famille Nee étant nombreuse, le salaire du père n’était pas suffisant pour leur assurer un niveau de vie équivalent à celui qu’avait connu Lin Huo-ping avant son mariage, aussi se lança-t-elle alors, grâce à son père, dans le commerce international. Cette réussite permit à la famille d’engager un instituteur privé pour éduquer les enfants. Watchman Nee suivit ainsi des cours de calligraphie et de littérature chinoise. Il reçut également une initiation aux grands principes moraux, base de la culture morale chinoise depuis plus de deux millénaires, ainsi qu’à la musique chinoise, tandis que sa mère lui apprenait les chants chrétiens. 

Alors que le père ne grondait que rarement ses enfants, la mère faisait régner une discipline de fer dans la maison, ne tolérant aucun désordre ni laisser-aller. Watchman Nee ne brillant pas par ses capacités de rangement, sa mère le punissait assez souvent, de façon parfois exagérée, selon ce que devait rapporter plus tard sa sœur. Ce comportement de la mère avec Watchman Nee mérite d’être rapporté car il devait jouer un rôle non négligeable dans sa conversion.
Son père obtint sa mutation pour Fou-Tcheou alors que  Watchman Nee avait environ six ans ; ils habitaient alors près de la famille du pasteur Chang Chuen-kuan, dont la fille, Pin-huei (Charity) devait devenir bien plus tard l’épouse de Watchman. 

L’installation des Nee à Fou-Tcheou coïncida avec la période de troubles qui secoua la Chine après la mort de l’empereur Kuang Hsu, en 1908, la proclamation de la République et l’arrivée au pouvoir du Dr. Sun Yat-Sen qui était de religion protestante. La mère de Watchman s’engagea alors totalement au niveau local en faveur de la République et elle accueillit le Dr. Sun Yat-Sen lorsqu’il vint en visite officielle à Fou-Tcheou en 1913.
La même année, à l’âge de treize ans, Watchman Nee entra au collège anglican de Nan-tai puis, son cursus achevé, il passa au lycée de Saint-Mark ; ces deux établissements faisaient partie d’un vaste complexe anglican installé dans le faubourg de Nan-tai, le Trinity Collège, qui était dirigé par des missionnaires du Trinity Collège de Dublin. 

Nee Shu-tsu fut un élève turbulent mais particulièrement travailleur et exceptionnellement intelligent. Il était souvent le premier de sa classe, tant dans le primaire que dans le secondaire, et tous ses anciens collègues témoignèrent plus tard de ses dons exceptionnels. Il n’avait, en revanche, aucun goût pour le sport, en particulier pour les sports d’équipe. Il grandit aussi très vite, atteignant une taille supérieure à la moyenne, dépassant ses amis d’une bonne tête.
En arrivant à l’adolescence, Nee Shu-tsu manifesta de moins en moins d’intérêt pour la vie spirituelle, l’année 1918 correspondant d’ailleurs à la montée du mouvement anti-religieux dans les milieux étudiants, sous l’influence de Chen Tu-hsiu, doyen de la faculté des lettres de Pékin et futur secrétaire général du parti communiste chinois. Nee Shu-tsu fut également très influencé par le comportement de sa mère qui, de plus en plus impliquée dans la vie du parti de Sun Yat-sen, consacrait son temps à l’activité sociale, recevant chez elle des dames de la bonne société pour discuter et jouer au mah-jong. Nee Shu-tsu reconnut qu’à force de fréquenter des révolutionnaires incroyants, il avait lui-même perdu la foi. Il avait donc de grandes ambitions dans la vie mais celle-ci allait connaître un profond bouleversement à la suite de sa conversion aussi profonde que subite.

### Conversion

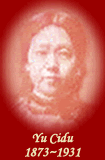
Dora Yu.

En février 1920, Dora Yu (Yu Tzu-tu) (en), une évangéliste alors célèbre en Chine, fut invitée à venir à Fou-Tchéou pour prêcher l’Évangile dans l’Église de la Paix Céleste. Sa prédication était si convaincante et remplie de puissance qu’après chaque réunion de nombreuses personnes se convertissaient. Comme la mère de Nee Shu-tsu avait connu Dora Yu alors qu’elle était étudiante à Shanghai, elle invita chez elle l’évangéliste et lui promit d’aller l’entendre avec ses amies. Elle s’y rendit une première fois par politesse mais elle s’y ennuya beaucoup, ayant entendu déjà tout cela depuis son enfance. 

Elle continua donc de jouer au mah-jong avec ses amies les autres jours mais, les paroles de Dora Yu ayant fait leur chemin dans son cœur, elle comprit qu’une chrétienne ne pouvait s’adonner à la passion du jeu. Ainsi le troisième jour ne put-elle poursuivre la partie, et elle déclara à ses amies qu’elle ne jouerait désormais plus. Ayant été renouvelée dans sa foi, elle retourna alors aux réunions de Dora Yu auxquelles elle participa activement en interprétant les sermons dans le dialecte local.
Lin Huo-ping proposa alors à son fils d’aller assister au moins à une réunion. Mais il refusa car sa mère l’avait sévèrement puni quelques jours auparavant pour avoir brisé un vase précieux, alors qu’il n’y était pour rien, et bien qu’il n’ait pas protesté, il n’avait pas admis cette injustice. Elle comprit la raison de ce refus, mais elle ne pouvait accepter de confesser son erreur à son fils aîné; un tel comportement étant totalement impossible alors en Chine. Le lendemain, alors qu’elle commençait à chanter un cantique, elle ne put aller plus loin, comprenant qu’elle était en faute. Elle se retourna alors brusquement vers son fils et l’enlaça en lui disant « Je reconnais que je t’ai puni injustement ; s’il-te-plaît, pardonne-moi ». Watchman Nee fut profondément bouleversé par la confession de sa mère - jamais un parent en Chine n’ayant accepté de perdre ainsi la face devant un enfant. Il comprit que si sa mère avait été si profondément transformée par les paroles de Dora Yu c’est que très certainement il devait émaner quelque chose de particulier de sa prédication. 

Il alla donc dès le lendemain assister à une réunion et ce qu’il entendit le plongea dans un profond combat intérieur pendant plusieurs jours. Il comprit en effet aussitôt que Dieu ne voulait pas seulement le sauver mais qu’il lui demandait aussi de Le servir, ce qu’il ne pouvait accepter. Il avait en effet de grandes ambitions qu’il ne voulait sacrifier tout d’un coup.

Dans la soirée du 29 avril 1920, alors qu’il était seul dans sa chambre et toujours assailli par le doute, sa première tentation fut de renoncer à croire en Jésus et à devenir chrétien, mais, d’un autre côté, il lui était difficile de renoncer au salut. Il se mit à genoux mais aucun mot ne lui venait à l’esprit pour prier. C’est alors que soudainement, il vit tous ses péchés et que, pour la première fois, il comprit qu’il était pécheur. Il eut également une vision du Christ en croix qui l’accueillait en lui disant : « Je suis là qui t’attends ». Submergé par tant d’amour, il ne put le rejeter et il décida de croire en Lui comme Sauveur et Seigneur. Comme il le dit lui-même, « Alors que d’habitude je riais de ceux qui croyaient au Seigneur, ce soir- là je ne pus rire ».

### Consécration
Après sa conversion, Watchman Nee décida de consacrer sa vie au Seigneur mais, comme il n'avait pas encore dix-sept ans, il continua ses études. La première chose qu'il fit en arrivant au collège fut de confesser qu'il avait triché lors des examens alors qu’il savait pertinemment qu’il pouvait être renvoyé pour cela. Le directeur, qui était chrétien, fut bouleversé par cet aveu spontané. Aussi n'appliqua-t-il pas la sanction prévue et Watchman Nee pu achever l’année scolaire au Trinity Collège.
L’année suivante, il partit à Shanghai pour suivre les cours de l’Institut Biblique que Dora Yu y avait fondé mais, peu après, elle le renvoya en raison de son comportement : il se levait en effet très tard, s’habillait de façon désinvolte et avait des goûts de luxe. Son désir de servir Dieu avait reçu un coup sérieux mais il voyait lui-même qu’il n’était pas prêt à servir. Aussi retourna-t-il au collège de Fou-Tcheou pendant deux ans.
À Fou-Tcheou, tout en poursuivant ses études, Nee passait l’essentiel de ses loisirs à prier, à étudier la Bible et à témoigner auprès de ses collègues. Lorsque l’occasion se présentait, il essayait de persuader ses camarades de croire au Seigneur Jésus mais ils plaisantaient en disant : « Monsieur le prédicateur arrive, écoutons son sermon ! ». Aucun d’entre eux ne s’étant tournés vers le Christ, il rencontra une missionnaire occidentale, Mile Grose, qui lui conseilla de prier d’abord pour les personnes avant de leur parler de Dieu. Il persévéra donc dans la prière et il eut bientôt la joie de voir se tourner vers Dieu la plupart de ses amis, notamment Simon Meek (Mia Shou-hsun) et Faithful Luke (Liok Tiong-sin) qui devaient se joindre à lui plus tard dans son œuvre d’évangélisation.

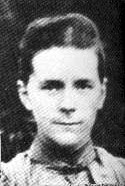
Margaret Barber (1866–1930).

Cependant, et malgré les succès de son témoignage, Watchman Nee n’était toutefois pas satisfait de sa vie spirituelle aussi, sur recommandation de Dora Yu, rencontra-t-il une ancienne missionnaire anglicane, Margaret Barber (en), qui travaillait alors comme évangéliste indépendante près du village de Ma Wei situé à l'Est de Fou-Tcheou, au bord de la rivière Min et à proximité immédiate du mouillage dit de la Pagode. C’est par elle qu’il fit l’expérience du baptême dans le Saint-Esprit, expérience qui allait modifier radicalement sa vie spirituelle. Elle devait devenir et rester jusqu'à sa mort sa principale conseillère même si, plus tard, ils devaient s'opposer sur la question du rôle de la femme dans l'Église.
Au début de l’année 1921, Watchman Nee fit la connaissance de Leland Wang (Wang Tsai) un jeune officier de la marine chinoise, originaire de Fou-Tcheou, qui allait peu après résilier son contrat pour consacrer sa vie à Dieu. 
En 1922, Leland Wang, son frère, Wilson Wang, un autre officier de marine, John Wang, et Watchman Nee commencèrent à se réunir pour prier et étudier la Bible avec la mère de Watchman Nee, dans une pièce de la maison de la famille des Wang à Nantai. Ils y organisaient aussi des réunions d’évangélisation. Sous la direction de Wang Tsai, leur aîné, ils utilisaient des moyens originaux pour attirer les passants, chantant dans les rues en frappant sur un gong et portant des chasubles sur lesquelles ils avaient inscrits des slogans comme « Dieu a tant aimé le monde ». 
Ayant invité Ruth Lee (Li Yuen-ju), une évangéliste de Tientsin alors fort connue en Chine, le succès de sa prédication fut tel qu’ils furent obligés de louer une salle en ville. La salle était toujours pleine et les conversions ne cessaient de se multiplier. En 1922, eurent lieu les premiers baptêmes par immersion dans le fleuve, près de la Pagode, en commençant par Watchman Nee et sa mère - mère qui organisait, à la demande des Méthodistes, des réunions pour femmes dans tout le Nord de la province. En 1923, Watchman Nee lança aussi la petite revue Revival qui s'adressait plutôt aux jeunes et aux nouveaux convertis.
Watchman Nee avait vingt-et-un ans lorsqu’il acheva ses études. Il décida de ne pas aller poursuivre ses études au St-John Collège de Shanghai pour se consacrer totalement à l’annonce de l’Évangile.
Le petit groupe continua à fonctionner ainsi pendant deux ou trois ans mais bientôt les premières difficultés commencèrent à apparaître entre Watchman Nee et Wang Tsai, le vrai chef du groupe. Malgré les efforts de Mlle Barber, Watchman Nee ne voulait pas se soumettre aux décisions de Wang Tsai qu’il considérait comme non scripturaires. Apparemment, Wang Tsai ne souhaitait pas se désolidariser des églises existantes alors que Watchman Nee voulait mettre en place des églises correspondant mieux à sa vision des Ecritures. Watchman Nee fut finalement exclu du groupe et, en janvier 1925, Wang Tsai lui interdit même de participer à la Convention annuelle chrétienne de Fou-Tcheou.
Watchman Nee quitta alors Nantai pour aller s’installer à Ma-hsien, un petit village situé près du mouillage de la Pagode, non loin de chez Mlle Barber. Il loua une petite cabane et, avec des amis et Faitful Luke, il prêchait avec un grand succès et il priait beaucoup. De vingt-deux à vingt-quatre ans, il resta à Ma-hsien où il vécut très simplement. Ce fut une période de transition dans sa vie où il étudia et réfléchit beaucoup. Il lisait la Bible et de nombreux auteurs occidentaux. Il continuait aussi à éditer de façon irrégulière la revue Revival  dans laquelle il publiait les transcriptions de ses sermons ainsi que des traductions d’articles parus dans des revues occidentales.

Dans la période où il exerça son ministère depuis la Pagode, Watchman Nee effectua aussi une série de missions dans plusieurs villes, notamment à Amoy où il avait été invité par les étudiants du collège de la mission presbytérienne. Il se rendit aussi à Nankin, qui était un important centre des missions étrangères, où il travailla dans une maison d’édition presbytérienne afin d’acquérir une certaine expérience dans l’édition. Il s’y forma à la prédication au contact des missionnaires mais il ne comprenait ni n’admettait l’existence de tant de dénominations chrétiennes. Cette situation ne fit que le conforter dans son idée de créer une église chinoise totalement indépendante des missions fondée sur le concept d’une seule église par ville.

Comme il voulait conserver son indépendance et ne dépendait d’aucune église établie, il ne recevait donc aucun salaire. La situation économique en Chine étant alors désespérée, il connut d’énormes difficultés pour assurer sa subsistance quotidienne et financer ses nombreux déplacements dans sa province. Ainsi, certains jours, devait-il se contenter de pain pour toute nourriture et les rares dons qu’il recevaient servaient surtout à payer ses billets de train.
Cette période, autour de 1926, correspond à celle de la montée du courant nationaliste en Chine, notamment parmi les étudiants. La mort de Sun Yat-sen, le 12 mars 1925, laissa le pouvoir inoccupé et entraîna des violences contre les chrétiens. Les sentiments anti-occidentaux s’exacerbèrent et les chrétiens chinois étaient traités de « chiens courants des étrangers ». Une émeute éclata à Fou-Tcheou même et des sœurs catholiques ainsi que des femmes méthodistes échappèrent de peu à la mort ; les missionnaires abandonnaient leurs charges aux autochtones en attente d’une réouverture de Trinity Collège. Au printemps 1927, tous les missionnaires furent évacués vers la côte et les bandes marxistes mirent le feu au dortoir du collège en 1928.
Durant cette même période, alors qu’il se trouvait à Shanghai, Watchman Nee tomba gravement malade et il dut arrêter toutes ses activités. Le médecin diagnostiqua une tuberculose avancée qui lui serait peut-être fatale et il lui conseilla du repos. À l’automne 1926, il retourna à la Pagode où il trouva refuge dans une pension pour étudiants tenue par Faithful Luke. Sa santé ne cessa de se dégrader, malgré les soins que lui prodiguaient ses amis. Il essaya de reprendre l’écriture de L’homme spirituel qu’il avait commencé mais il ne pouvait même pas écrire. Sa convalescence fut lente et n’eut rien de miraculeux mais, peu à peu, il fut en mesure de s’atteler à nouveau à la rédaction de son livre. La maladie persista cependant pendant au moins trois ans. 

En mai 1927, sa santé était encore bien chancelante, il eut la force d’aller à Shanghai avec le manuscrit de son livre. Son amie Ruth Lee s’y trouvait déjà car elle avait quitté Nankin à la suite des troubles organisés dans la ville par les communistes qui avaient entraîné la mort de plusieurs missionnaires et elle s'employa à traduire en mandarin les premiers chapitres du livre.
Watchman Nee ne devait désormais pratiquement plus quitter Shanghai dont il allait faire le centre principal de ses activités.

### Ministère
C’est à ce moment qu’il changea son prénom de Shu-Tsu en To-sheng (Tuòshēng), qui signifie « cloche du gardien », car il se considérait comme le gardien appelé à sonner l’alarme dans la nuit sombre du péché, d’où son surnom de Watchman en anglais.
Watchman Nee traversa aussi une longue période difficile en raison de son état de santé. Il souffrait déjà de troubles d’estomac chroniques mais, en raison de ses conditions de vie difficiles, il contracta en plus la tuberculose dont il souffrit cruellement pendant très longtemps avant d’en être complètement guéri alors qu’il était à l’article de la mort. Par la suite, il fit encore une angine de poitrine et commença à souffrir d’une affection cardiaque sérieuse dont il ne se remit jamais ; il savait qu’il pouvait mourir à tout instant mais il trouva toujours refuge dans sa foi et dans son ministère.
Pendant une grande partie de sa vie il vécut seul, et ce n’est qu’en 1934, à l’âge de trente ans, qu’il épousa Charity Chang qui sut être non seulement une épouse mais encore une collaboratrice efficace et zélée partageant avec lui la même vison du ministère.
Il l'avait connue alors qu'ils étaient tous deux adolescents et il en était tombé follement amoureux. Cependant, ayant décidé de consacrer sa vie à Dieu, il s'en éloigna car elle n'était pas convertie. Ce n'est donc que dix ans plus tard qu'il la retrouva et l'épousa, malgré l'opposition violente de la tante de la jeune fille, Charity Chang s'étant d'ailleurs convertie à la fin de ses études.

### Persécution et mort
À l’arrivée des communistes au pouvoir, Watchman Nee, conduit par sa foi et sa volonté de poursuivre son œuvre d’évangélisation, préféra rester en Chine alors qu’il savait les risques qu’il encourait, mais il était prêt à tout sacrifier pour Dieu.
En février 1950 il se trouvait à Hong-Kong avec le frère Witness Lee qui lui conseilla à plusieurs reprises de ne pas retourner en Chine, mais Watchman Nee lui répondit : « Bien que je n’ignore pas que mon retour est lourd de dangers, je sais aussi que beaucoup de frères et de sœurs sont toujours à l'intérieur. Comment oserais-je ne pas y retourner ? ».
Watchman Nee fut arrêté par les communistes chinois en mars 1952 en raison de sa foi mais surtout de son influence considérable au sein des églises chrétiennes. Il fut condamné en 1956 à cinquante  années d’emprisonnement et seule son épouse fut autorisée à lui rendre visite pendant sa détention. Bien que nous n’ayons aucune information sur son comportement dans l’épreuve et sur ses expériences spirituelles, ses huit dernières lettres donnent un aperçu de sa douleur immense mais aussi de l’espérance qui le soutenait.
Dans sa correspondance, il ne pouvait en effet employer aucun mot ou expression faisant allusion à sa foi chrétienne ; ainsi, dans sa  dernière lettre, écrite le jour même de sa mort, il se contente d’écrire : « Dans ma maladie, je conserve toujours la joie dans mon cœur ».
En juin 1972, la famille de Watchman Nee reçut une lettre de la ferme de travail dans lequel il se trouvait alors, l’informant de sa disparition. Son épouse étant décédée six mois auparavant, c’est sa petite-nièce ainsi que sa sœur aînée qui  firent le déplacement. Le directeur du camp les informa que Watchman Nee était décédé le 30 mai  et que son corps avait été incinéré le 1er juin. Il se contenta de leur remettre les cendres du défunt et de leur montrer un petit papier qui avait été découvert sous son oreiller et sur lequel il avait griffonné d’une main tremblante : « Christ est le fils de Dieu qui est mort pour le rachat des pécheurs et est ressuscité le troisième jour. C'est la plus grande vérité dans l'univers. Je meurs en raison de ma croyance en Christ. Watchman Nee ». Considérant que cet écrit avait valeur de testament, sa petite-nièce l’apprit par cœur afin d’en rapporter la  teneur à la famille.
Les cendres de Watchman Nee ont d’abord été  transportées auprès de celles de son épouse, dans la ville natale de celle-ci, à Kwangchao, près de Haining, province de Chekiang (Zhèjiāng), puis, en mai 1989, elles furent transférées dans le cimetière chrétien de la ville de Sou-Tchéou dans le Kiangsu (Jiāngsū).

## L’œuvre de Watchman Nee

### Formation
Watchman Nee n'a suivi les cours d’aucun institut théologique ou biblique. La profondeur et l’étendue de ses connaissances sur la vie de l’Esprit, l’Église, le plan de Dieu pour les hommes provenaient essentiellement de la lecture de la Bible et de livres d’édification. Au début de son ministère, il consacra le tiers de ses économies à l’achat de livres d’étude de la Bible et d’édification chrétienne ; il acquit ainsi une collection de plus de trois mille des meilleurs livres chrétiens, incluant presque tous les auteurs chrétiens classiques. Il avait aussi une capacité phénoménale de compréhension, de discernement et de synthèse, aidée par une grande mémoire.
Watchman Nee a beaucoup été aidé dans ses études et son ministère par Mlle Barber auprès de laquelle il allait chercher secours et réconfort lorsqu’il rencontrait des difficultés, notamment dans ses relations avec ses nombreux collaborateurs. Il a été très influencé par certains auteurs, notamment Madame Guyon (dont il traduisit en chinois le petit texte sur la prière) et  John Bunyan pour ce qui touche à la vie chrétienne et John Nelson Darby pour l’interprétation de la Bible et la vie chrétienne.

### Le fondateur des «Églises locales»
Watchman Nee est connu pour être le fondateur, avec d’autres évangélistes et chrétiens chinois, du mouvement des « Églises locales » fondé sur sa conviction profonde qu’il ne fallait pas diviser le Corps du Christ sur terre et qu’il ne devait donc y avoir qu’une seule église chrétienne par ville ou village.
Nee affirmait que les limites géographiques étaient le seul motif légitime à l’existence d’églises séparées. Selon lui, tout argument prétendant justifier les églises séparées, les différentes doctrines ou les spécificités ethniques ou sociales, était condamné par la parole de Dieu comme étant l’œuvre de la chair et non de l’Esprit, et donc source de péché et de division.
Cette position lui valut d’être dédaigné, critiqué et rejeté par les églises dénominationnelles, certaines allant jusqu’à chercher à détruire son ministère en faisant courir de faux bruits ou de fausses interprétations de ses positions. Cette attitude amena Nee à déclarer un jour : « Je serais le premier à condamner le Nee que vous décrivez ».
Malgré ces difficultés, plus de sept cents églises locales furent fondées entre 1923 et 1949 avec une assistance évaluée à plus de soixante-dix mille fidèles. Grâce à des missionnaires chinois, l’œuvre se développa aussi dans d’autres communautés chinoises d’Asie, en Malaisie, aux Philippines, à Singapour, en Thaïlande et en Indonésie.
Aujourd’hui, plus de deux mille trois cents églises locales dans le monde se réclament du ministère de Watchman Nee  et de son successeur, Witness Lee, bien qu'ils soient aujourd'hui divisés en branches séparées. Elles font partie de la mouvance connue sous le nom d'Églises de maison qui est particulièrement bien représentée en Chine où elles sont souvent de tendance charismatique.

### L'auteur chrétien
Watchman Nee était un évangéliste et un conférencier, mais il a aussi été un auteur prolifique. Il a en effet écrit de très nombreux traités évangéliques, des cantiques, des études sur certains livres de la Bible et de nombreux articles qui paraissaient dans des journaux chrétiens comme Revival, The Présent Testimony, The Christian, etc ; ces écrits vont du simple tract d'évangélisation à l'étude doctrinale en passant par les études bibliques et d'édification.

En 1928, alors qu'il était installé à Shanghai, il fonda une maison d'édition, The Gospel Book Room, afin de publier lui-même toute la littérature chrétienne nécessaire à son œuvre d'évangélisation, aussi bien ses propres écrits que des traductions en chinois d’auteurs anglo-saxons. Il avait d'ailleurs manifesté très tôt son intérêt pour l'édition puisqu'en 1923, alors qu'il n'avait que vingt ans, il avait déjà lancé la revue Revival qu'il éditait occasionnellement ; elle avait un réel succès puisqu'elle était lue jusqu'à Shanghai.
Dans son œuvre, Watchman Nee a abordé les thèmes les plus divers mais l’essentiel porte sur la vie du chrétien, la vie de l’Église et la relation entre le chrétien et l’Église ; il a en effet été obsédé pendant toute sa vie par l'unité de l'église et il ne comprenait ni ne supportait la séparation des chrétiens entre différentes dénominations. Watchman Nee s’est aussi beaucoup intéressé à la « fin des temps », à la parousie et aux différentes visions de l’enlèvement de l’Église par le Christ. Dans ses derniers écrits, il s'est principalement concentré sur l'Église, corps du Christ (Épître aux Éphésiens. 4:23).

Grâce à ses écrits, l'influence théologique de Watchman Nee a dépassé les frontières de la Chine et atteint les chrétiens du monde entier. Ses écrits ont en effet été publiés sous forme de livres regroupant de façon thématique une large sélection de ses sermons et de ses conférences. Dans certains de ces ouvrages, les écrits de Watchman Nee ont cependant été parfois synthétisés et regroupés pour donner une certaine cohérence à un texte qui diffère en conséquence assez sensiblement de l'original.
Watchman Nee n'a en fait écrit qu'un seul livre, L'homme spirituel, alors qu'il n'avait que vingt-cinq ans. Plus tard, il estimera d'ailleurs qu'il était « trop parfait » car il donne l’illusion de pouvoir répondre à toutes les questions que se pose le chrétien. « Quand quelqu’un l’a lu, il a l’impression qu’il n’a oublié aucun problème spirituel et le livre présente donc le danger de laisser penser que l’on peut se passer de la prière et de l’aide du Saint-Esprit ». En 1941, il déclara d’ailleurs que ce livre ne serait jamais plus imprimé. Ce livre ne doit donc pas être lu comme le manuel de la vie chrétienne mais comme le rapport d’étape du pèlerinage sur terre d’un chrétien.
La vie chrétienne normale est très certainement le livre le plus connu. Il est fondé sur des conférences de l’auteur en Chine ou lors de son voyage en Europe en 1938-1939. Partant d’une étude des huit premiers chapitres de l’Épître aux Romains (Nouveau Testament), l’auteur expose son point de vue sur ce que devrait être la vie chrétienne normale dont il décrit les étapes essentielles et appelle au progrès dans la vie spirituelle. C’est aujourd’hui un classique dans les milieux évangéliques.
Les livres tirés des œuvres de Watchman Nee ont été traduits du chinois, ou de l'anglais, dans la plupart des langues du monde et ils sont toujours régulièrement édités en français. Plusieurs librairies et éditeurs chrétiens(CLC, Viva, Farel, Le Courant de vie, etc.) proposent une quarantaine de livres de Watchman Nee traduits en français. Parmi les plus importants et les plus connus on peut citer :
- L'Église et les églises
- L'Église dans son ministère de prière
- Une Alliance nouvelle
- Un Sacrifice vivant
- Aimez-vous uns autres
- L’Autorité spirituelle
- Étude sur Mathieu
- Le brisement de l'homme extérieur et la libération de l'esprit
- La vie normale de l’église
- Le Cantique des Cantiques
- L'Église glorieuse

Certaines brochures ou études de Watchman Nee traduites en français sont également mises en ligne sur son site par la librairie de l'association Connaître la Bible. Aux États-Unis, Christian Fellowship Publishers, qui publie plus de cinquante ouvrages de Watchman Nee, met aussi en ligne sur son site Living Stream Ministry  plusieurs études en français.